# Max Toeppen
Max Pollux Toeppen (né le 4 avril 1822 à Königsberg et mort le 3 décembre 1893 à Elbing) est un professeur de lycée prussien. Il est l'un des principaux historiens d'État de la Prusse et de la Mazurie.

## Biographie
Toeppen étudie au collège Fridericianum. Après avoir obtenu son diplôme d'études secondaires, il étudie les langues anciennes et l'histoire à l'Université de Königsberg. Ses professeurs sont Christian August Lobeck, Wilhelm Drumann, Friedrich Wilhelm Schubert et Karl Rosenkranz. Le 22 avril 1843, il obtient les facultas docendi en histoire, géographie, langue ancienne et allemande. Après une année d'essai au collège Fridericianum, il y est maître auxiliaire de la Saint-Michel 1845 à Pâques 1848. À la même époque, il obtient son habilitation à l'Albertina le 20 janvier 1847. Mais il se décide finalement pour le métier d'enseignant pratique. À Pâques 1848, il est nommé professeur auxiliaire au lycée d'Elbing, et à la Saint-Michel 1850, professeur titulaire au lycée Frédéric-Guillaume de Posen. Au bout de trois ans, il est muté comme deuxième professeur principal à l'école secondaire municipale de Posen. À la Saint-Michel 1854, il arrive à Hohenstein en tant que directeur du lycée. Après avoir transformé cette école en un lycée complet en créant une Sekunda et une Prima, il reçoit le 16 septembre 1858 le brevet royal de directeur de lycée. De 1869 à 1882, il dirige le lycée de Marienwerder (de). De 1882 à 1893, il dirige le lycée d'Elbing. Il prend sa retraite à Pâques 1893.
Toeppen s'intéresse de près à l'histoire de la Prusse. Il écrit plusieurs livres et est co-éditeur des Scriptores rerum Prussicarum (de) (1861-1874) et des Akten der Ständetage Preußens unter der Herrschaft des Deutschen Ordens (1878-1886).

## Adhésions
- Société des Antiquités de Prusse (de) (depuis la fondation en 1845)
- Société historique de Varmie (de) (1858)
- Société historique hanséatique (de) (depuis sa création en 1871)
- Association pour l'histoire de la province de Prusse (1873)

## Honneurs
Liste incomplète
- Ordre de l'Aigle rouge de 4e classe (12 janvier 1869)
- Membre honoraire de trois sociétés historiques régionales de la vieille Prusse et de deux de la Livonie
- Citoyen d'honneur d'Elbing[3]

## Publications (sélection)
- Die Gründung der Universität Königsberg und das Leben ihres ersten Rektors Georg Sabinus. Königsberg 1844 (311 Seiten).
- Die letzten Spuren des Heidenthums in Preußen. Mit Benutzung einiger handschriftlicher Quellen. In: Preußische Provinzial-Blätter. Band 2 Königsberg 1846, S. 210–228, S. 294–303, S. 311–344.
- Über ein Gedicht aus dem 16. Jahrhundert, die Geschichte Elbings betreffend. In: Neue Preußische Provinzial-Blätter, Band IV. Königsberg 1847, S. 153–156 (Digitalisat).
- Zur Geschichte der ständischen Verhältnisse in Preußen. (Besonders nach den Landtagsacten). In: Historisches Taschenbuch, herausgegeben von Friedrich von Raumer. Neue Folge, 8. Jahrgang, Leipzig 1847, S. 301–492 (E-Kope).
- Die Deutschen in Livland oder Geschichte der Einführung des Christentums und der Begründung der Deutschen Herrschaft in Livland. In: Neue Preußische Provinzial-Blätter. Band 5, Königsberg 1848, S. 161–184, S. 360–373, S. 408–428.
- Die Theilung der Diöcese Samland und die Hypothese über Witland. Ein Beitrag zu Chorographie des alten Preußens. In: Neue Preußische Provinzial-Blätter. Band 10. Königsberg 1850, S. 161–187.
- Etwas über das Kirchspiel Heiligenkreuz. In: Neue Preußische Provinzial-Blätter. Band 10. Königsberg 1850, S. 193–195.
- Historisch-chorographische Bemerkungen über die frische Nehrung und den großen Werder. In: Neue preußische Provinzial-Blätter. Andere Folge, Band 1, Königsberg 1852.
  - I. Die frische Nehrung. S. 81–105.
  - II. Der große Werder. S. 187–209.
- Geschichte der preußischen Historiographie von P. Dusburg bis auf K. Schütz (de). Oder Nachweisung und Kritik der gedruckten und ungedruckten Chroniken zur Geschichte Preußens unter der Herrschaft des Deutschen Ordens. Berlin 1853 (Volltext, 290 Seiten).
- Geschichte des Amtes und der Stadt Hohenstein. 1854 (Volltext, 132 Seiten).
- Preußen in heidnischer Zeit. Pomesanien, Pogesanien und Ermeland. In: Neue Preußische Provinzial-Blätter. Band 10, Königsberg 1856, S. 216–224.
- Die Verwaltungsbezirke Preußens unter der Herrschaft des deutschen Ordens. In: Neue Preußische Provinzial-Blätter. Band 11. Königsberg 1857, S. 1–33, S. 88–123.
- Die neuen Verwaltungsbezirke des achtzehnten Jahrhunderts. In: Neue Preußische Provinzial-Blätter. Band 11. Königsberg 1857, S. 215–223, S. 447–468.
- Historisch-comparative Geographie von Preussen. Gotha 1858 (Volltext, 398 Seiten).
- Mitteilungen zur Preußischen Rechtsgeschichte. In: Altpreußische Monatsschrift, Band 2. Königsberg 1865, S. 413–422 (Volltext), S. 694–717 (Digitalisat).
- Die Einrichtung der Elementarschulen im Ortelsburger Hauptamte unter der Regierung König Friedrich Wilhelms I. In: Altpreußische Monatsschrift, Band 3. Königsberg 1866, S. 302–311 (Digitalisat).
- Die Teilung der Diöcese Ermeland zwischen dem Deutschen Orden und dem ermländischen Bischofe. In: Altpreußische Monatsschrift, Band 3, Königsberg 1866, S. 630–648 (Digitalisat).
- Aberglauben aus Masuren. Danzig 1867 (Volltext).
- Ueber preussische Lischken, Flecken und Städte. Ein Beitrag zur Geschichte der Gemeindeverfassungen in Preußen. In: Neue Preußische Provinzial-Blätter, Vierte Folge. Band 4. Königsberg 1867, S. 511–536 (Volltext), S. 621–646 (Volltext).
- Zur Geschichte der historischen Literatur Preussens im 16. Jahrhundert. In: Neue Preußische Provinzial-Blätter. Vierte Folge. Band 5, Königsberg 1868, S. 243–264.
- Altdeutsche Handschriften in Preußen. In: Neue Preußische Provinzial-Blätter. Vierte Folge. Band 6, Königsberg 1869, S. 97–115 (Digitalisat).
- Urkundenfund. In: Neue Preußische Provinzial-Blätter. Vierte Folge. Band 6. Königsberg 1869, S. 270–280 (Digitalisat).
- Erinnerungen an F. Neumann. In: Neue Preußische Provinzial-Blätter, Band 72. Königsberg 1869, S. 327–354 (Digitalisat).
- Alterthümer bei Hohenstein in Ostpreussen. In: Neue Preußische Provinzial-Blätter. Vierte Folge. Band 7, Königsberg 1870, S. 13–42.
- Geschichte Masurens – Ein Beitrag zur preußischen Landes- und Kulturgeschichte, 1870, Nachdruck 1979 (Digitalisat, 540 Seiten).
- Topographisch-statistische Mitteilungen über die Domänen-Vorwerke des deutschen Ordens in Preußen. In: Preußische Provinzial-Blätter, Band 73. Königsberg 1870, S. 412–486 (Digitalisat).
- Erinnerung an die Leiden Königsbergs im Jahr 1807. Bericht des Polizeidirektors Frey an den Kammerpräsidenten v. Auerswald. In: Preußische Provinzial-Blätter, Band 73. Königsberg 1870, S. 703–716 (Digitalisat).
- Nachweisung der Kriegslasten und Kriegsschäden Preußens von 1806–1813. In: Preußische Provinzial-Blätter, Band 74, Heft 1. Königsberg 1871, S. 46–58 (Digitalisat).
- Elbinger Antiquitäten. Ein Beitrag zur Geschichte des städtischen Lebens im Mittelalter.
  - Erstes Heft, Danzig 1871 (Digitalisat).
  - Zweites Heft, Danzig 1872 (Digitalisat).
- Volksthümliche Dichtungen, zunächst aus Handschriften des 15., 16. u. 17. Jahrhunderts gesammelt. In: Neue Preußische Provinzial-Blätter: Vierte Folge, Band 9, Königsberg i. Pr. 1872, S. 289–314, S. 385–430, S. 513–549.
- Die Niederung bei Marienwerder. Eine historisch-chorographische Untersuchung mit besonderer Rücksicht auf Weichselburg und Zantir. In: Altpreußische Monatsschrift, Band 10, Königsberg i. Pr. 1873, S. 219–353, S. 307–337.
- Akten der Ständetage Preußens unter der Herrschaft des Deutschen Ordens, Nachdruck 1974 (786 Seiten).
- Geschichte der Stadt Marienwerder und ihrer Kunstbauten. Marienwerder 1875.
- Ueber einige Alterthümer aus der Zeit des Heidenthums in der Nachbarschaft von Marienwerder. In: Neue Preußische Provinzial-Blätter. Vierte Folge, Band 13, Königsberg i. Pr. 1876, S. 129–153, S. 513–528.
- Zur Baugeschichte der Ordens- und Bischofs-Schlösser in Preussen. In: Zeitschrift des Westpreussischen Geschichtsvereins, Heft I, Kasemann, Danzig 1880, S. 1–44 (Digitalisat), Heft IV, Danzig 1881, S. 83–127 (Digitalisat),  und Heft VII, Danzig 1882, S. 46–94 (Digitalisat).
- Über einige alte Kartenbilder der Ostsee. In: Hansische Geschichtsblätter, Jahrgang 1880–81, Duncker & Humblot, Leipzig 1882, S. 37–64.
- Geschichte der räumlichen Ausbreitung der Stadt Elbing mit besonderer Berücksichtigung ihrer Befestigungen und ihrer wichtigsten Gebäude. In: Zeitschrift des Westpreussischen Geschichtsvereins, Heft XXI. Th. Bertling, Danzig 1887, S. 1–142 (Digitalisat).
- Die Elbinger Geschichtsschreiber und Geschichtsforscher, in kritischer Uebersicht vorgeführt. In: Zeitschrift des Westpreussischen Geschichtsvereins, Heft XXXII. Danzig 1893 (Digitalisat).
- Beiträge zur Geschichte des Weichseldeltas. Danzig 1894 (Digitalisat in der Digitalen Bibliothek Mecklenburg-Vorpommern).